# Fernando Navarro Ruiz
Fernando Navarro Ruiz (Totana, 1867 - Totana, 1944) fue un fotógrafo y ebanista español. Desarrolló toda su carrera profesional en su población de nacimiento. Alternó su labor de fotógrafo con actividades como la escultura en madera y la ebanistería, regentando la carpintería familiar, así como su propia imprenta.

## Biografía
Nació en la localidad murciana de Totana el 8 de agosto de 1867.
Becado por el Ayuntamiento de Totana realizó estudios de dibujo en Valencia, 1890, donde pudo entrar en contacto con los ambientes artísticos de la ciudad para conocer las corrientes del momento, así como otras que se habían desarrollado a lo largo de la historia del arte. A su vuelta abriría un estudio fotográfico en Totana, contando con la estimable ayuda de su esposa, Narcisa Martínez, encargada de la disposición de los personajes y la realización del atrezzo.
Exponente de la fotografía popular, su actividad fotográfica se centra en el documentalismo social de su población, así como en el retrato fotográfico, al igual que otros muchos fotógrafos comerciales de la época. Sin embargo, hay en su obra algo mágico que es capaz de convertir en universal unas imágenes destinadas en principio a no superar los límites de lo local. Son sus inquietudes estéticas, un dominio perfecto de la composición de los grupos, pero sobre todo su capacidad de armonizar la vida y la muerte de su fotografía de difuntos. Su actividad fotográfica se desarrolló entre los años 1885 y 1916, siguiendo teorías propias de la fotografía academicista. No obstante, no cayó en los excesos de artificiosidad y de afectación de los grandes representantes de esta corriente que lo acercan a una realidad menos idealizada.
En el plano fotográfico su obra más famosa es Retrato de grupo con difunta (1900), un retrato familiar presentado con un enorme respeto y donde la difunta presente es un familiar más en la composición planteada por el autor. Obra monumental construida siguiendo técnicas ya utilizadas en la pintura para ensalzar la muerte de personajes famosos (grandes artistas, monarcas, personajes literarios,...) posee una gran hondura trágica, donde parece desvanecerse la diferencia entre muerte y vida en los rostros de los personajes. Como escultor destacan sus tallas de una imagen de la Purísima y el trono procesional para la Hermandad de Santa María Clofé de Totana (1890), trabajo realizado aplicando formas modernistas de latiguillos vegetales.
En el año 1916 abandona la fotografía y cierra su estudio fotográfico, ante el desarrollo de las posibilidades de la fotografía de aficionados.
Desconocida su obra en los círculos internacionales de la fotografía y olvidada en su localidad tras el cierre de su estudio, su familia supo conservar su legado en una caja de lata destinada al fondo de un cajón. En los escasos restos de su biblioteca se conservan algunos ejemplares de la revista especializada La Fotografía publicada en el Madrid de principios del siglo XX, lo que pone de manifiesto las inquietudes estéticas y técnicas de este autor. Su obra ha sido rescatada del olvido en pleno siglo XXI gracias a la labor investigadora realizada por el también fotógrafo Juan Manuel Díaz Burgos para la exposición La imagen rescatada. 1863-1940, fotografía en la Región de Murcia.

## Otra información
- Los fondos de su obra se encuentran depositados en el Centro Histórico Fotográfico de la Región de Murcia (Cehiform), Cartagena.
- Fernando Navarro, Colección Fotógrafos de la Región de Murcia, Murcia, 2002.